# مجید مولایی
مجید مولایی (زاده ۳۰ آبان ۱۳۴۲ در شاهرود) فیلمنامه‌نویس، کارگردان و تهیه‌کننده سینما و تلویزیون اهل ایران است.

## زندگی
مجید مولایی فعالیت خود را به عنوان کارگردان و تهیه‌کننده از سال ۱۳۶۳ در گروه جنگ آغاز کرد. وی در آن زمان مجموعه مستند حدیث ایثار و مستندهای بیت‌المقدس دو و نبرد در مهران را کارگردانی کرد. سپس با نگارش فیلمنامه فیلم سینمایی حماسه مجنون ساخته جمال شورجه در سال ۱۳۷۱ به شکل حرفه ای وارد سینما و تلویزیون شد. از آخرین آثار وی در حیطه تهیه کنندگی می‌توان به سریال پرمخاطب بانوی عمارت به کارگردانی عزیزالله حمید نژاد در سال ۱۳۹۷ اشاره نمود.

## فیلمشناسی

### تهیه کنندگی
| نام اثر             | سال       | کارگردان                                          | فیلم | سریال | سینما | تلویزیون | منبع        |
| ------------------- | --------- | ------------------------------------------------- | ---- | ----- | ----- | -------- | ----------- |
| آبان                | ۱۴۰۳-۱۴۰۴ | رضا دادویی                                        |      | آری   |       |          | [ ۲ ]       |
| رهایم کن            | ۱۴۰۰-۱۴۰۱ | شهرام شاه‌حسینی                                    |      | آری   |       |          |             |
| افرا                | ۱۳۹۹-۱۴۰۰ | بهرنگ توفیقی                                      |      | آری   |       | آری      | [ ۳ ]       |
| بانوی عمارت         | ۱۳۹۷      | عزیزالله حمیدنژاد                                 |      | آری   |       | آری      | [ ۴ ] [ ۵ ] |
| چرخ فلک             | ۱۳۹۵      | عزیزالله حمیدنژاد - بهرام عظیم‌پور - احسان عبدی‌پور |      | آری   |       | آری      | [ ۶ ]       |
| هفت سنگ             | ۱۳۹۳      | علیرضا بذرافشان                                   |      | آری   |       | آری      | [ ۷ ]       |
| به نام مادر         | ۱۳۹۳      | محمد راوندی                                       | آری  |       |       | آری      |             |
| دست بالای دست       | ۱۳۹۱      | محسن یوسفی                                        |      | آری   |       | آری      | [ ۸ ]       |
| نابرده رنج          | ۱۳۹۰      | علیرضا بذرافشان                                   |      | آری   |       | آری      | [ ۹ ]       |
| مهمانخانه ای در برف | ۱۳۹۰      | سعید سلطانی                                       | آری  |       |       | آری      | [ ۱۰ ]      |
| تاوان               | ۱۳۸۹      | شهرام شاه‌حسینی                                    |      | آری   |       | آری      | [ ۱۱ ]      |
| گام‌های معلق         | ۱۳۸۷      | شهرام شاه‌حسینی                                    | آری  |       |       | آری      | [ ۱۲ ]      |
| تلخون               | ۱۳۸۶      | علیرضا امینیی                                     | آری  |       |       | آری      | [ ۱۳ ]      |
| پرواز در حباب       | ۱۳۸۵      | سیروس مقدم                                        |      | آری   |       | آری      | [ ۱۴ ]      |
| حامی                | ۱۳۸۱      | بهمن زرین‌پور                                      |      | آری   |       | آری      |             |
| زمانی برای خاکستر   | ۱۳۸۱      | حمید بهمنی                                        |      | آری   |       | آری      | [ ۱۵ ]      |
| نیمه گمشده          | ۱۳۷۷      | محمدعلی باشه آهنگر                                |      | آری   |       | آری      |             |
| نبردی دیگر          | ۱۳۷۴      | عبدالله باکیده                                    |      | آری   |       | آری      |             |

### فیلمنامه‌نویسی
- فیلم سینمایی حماسه مجنون به کارگردانی جمال شورجه ۱۳۷۱[۱۶]
- فیلم سینمایی تارا و تب توت فرنگی به کارگردانی سعید سهیلی ۱۳۸۲[۱۷]
- فیلم سینمایی چشمه آبی
- سرپرست نویسندگان سریال می خواهم زنده بمانم به کارگردانی شهرام شاه حسینی ۱۳۹۹
- سرپرست نویسندگان سریال رهایم کن به کارگردانی شهرام شاه حسینی ۱۴۰۱

### کارگردانی
- مجموعه مستند حدیث ایثار
- مستند جنگی بیت‌المقدس دو
- مستند جنگی نبرد در مهران

### مدیر تولید
- فیلم سینمایی مردی شبیه باران به کارگردانی سعید سهیلی ۱۳۷۵[۱۸]

### مجری طرح
- فیلم سینمایی تارا و تب توت فرنگی به کارگردانی سعید سهیلی ۱۳۸۲[۱۹]

## جوایز
- برنده تندیس حافظ بهترین مجموعه تلویزیونی از نوزدهمین جشن دنیای تصویر برای تهیه کنندگی مجموعه تلویزیونی بانوی عمارت[۲۰][۲۱]
- برنده جایزه بهترین سریال تلویزیونی از هفتمین جشنواره بین‌المللی فیلم شهر برای تهیه کنندگی مجموعه تلویزیونی چرخ فلک[۲۲][۲۳]